# Cornetu
Cornetu község és falu Ilfov megyében, Munténiában, Romániában. A hozzá tartozó település: Buda.

## Fekvése
A megye délnyugati részén található, a megyeszékhelytől, Bukaresttől, tizenhét kilométerre délnyugatra, az Argeș folyó bal partján és a Sabaru folyó mentén.

## Története
A 19. század végén a község Ilfov megye Sabarul járásához tartozott és csupán Cornetu faluból állt, összesen 1222 lakossal. A község tulajdonában volt egy iskola és egy templom. Buda falu ekkor Buda-Prisiceni község központja volt, mely Buda, Poșta és Drugănești (mai nevén Drăgănescu) falvakból állt, összesen 1232 lakossal. Ezen község területén volt két iskola, két templom (egy-egy Buda és Drugănești falvakban) valamint egy híd az Argeș folyón.
1925-ös évkönyv szerint e két község már egyesült Buda-Cornetu néven, a községközpont pedig Buda volt, Ilfov megye Domnești járásában. Lakossága összesen 4336 fő volt és Buda, Cornetu-Glăgăveanu, Cornetu din Vale, Drăgănescu valamint Poșta településekből állt. 1931-ben ideiglenesen ismét két külön községet hoztak létre belőle, Buda valamint Cornetu községeket.
1950-ben közigazgatási átszervezés alapján, a V.I. Lenin rajonhoz került.
1968-ban ismét megyerendszert vezettek be az országban, a község az újból létrehozott Ilfov megye része lett. 1981-től Cornetu község Giurgiu megye része lett, egészen 1985-ig, amikor az az Ilfovi Mezőgazdasági Szektorhoz csatolták.1998-ban az ismét létrehozták Ilfov megye része lett.

## Lakossága
| Nemzetiségek | 2002 | 2002   |
| ------------ | ---- | ------ |
| Románok      | 4744 | 94,35% |
| Romák        | 279  | 5,54%  |
| Magyarok     | 3    | 0,05%  |
| Németek      | 1    | 0,01%  |
| Görögök      | 1    | 0,01%  |
| Összesen     | 5028 | 100,0% |